# Наггар
Наггар — селение в долине Кулу в Индии, в штате Химачал-Прадеш, в 26 км к северу от города Куллу (Кулу), административного центра округа Куллу, и в 384 км от Дели. Расположен на левом берегу реки Биас (англ. Beas), около 300 метров выше уровня реки.  Столица королевства Кулу в 1460 г. Замок XVI века, храмы XI и XII веков.
В Наггаре находится имение русского художника и общественного деятеля Николая Рериха, Институт Гималайских исследований «Урусвати», Международный Мемориальный Трест Рерихов и т. д.

Наггар на карте штата Химачал-Прадеш